# Combahee River Collective
Il Combahee River Collective è un collettivo di femministe e lesbiche nere nato negli Stati Uniti nei primi anni 1970 per iniziativa di Barbara Smith.

## Storia
Nel 1973, dopo aver partecipato al primo incontro del National Black Feminist Organisation a New York, Smith decide di crearne una sezione a Boston. Dopo alcune riunioni organizzative con altre donne (tra le quali Demita Frazier), agli inizi del 1974 viene fondato il Combahee River Collective, che prende il nome da un avvenimento storico legato alla lotta degli afroamericani e a una leggendaria figura di donna, Harriet Tubman, che nel 1863 aveva liberato circa 750 schiavi nella Carolina del Sud.
Tra le militanti del Combahee River Collective, oltre alle già citate Barbara Smith e Demita Frazier, vanno ricordate: Audre Lorde, Lorraine Bethel, Margo Okizawa Rey, Gloria Hull, Cheryl Clarke, Sharon Page Richie.
Nel 1977 il Combahee River Collective scrive il suo Manifesto.